# Kumamoto slott
Kumamoto slott (熊本城 Kumamoto-jō?) är en fästning i Kumamoto i Kumamoto prefektur i Japan.
Den nuvarande fästningen, som ligger på en kulle, byggdes på platsen för en tidigare fästning från 1467 som utökats flera gånger. 
Daimyoen Katou Kiyomasa byggde ut anläggningen mellan 1601 och 1607 till ett  1,6 kilometer långt och 1,2 kilometer brett komplex. 
Fästningen belägrades under Satsumaupproret år 1877 och kärntornet brändes ned men tretton träbyggnader överlevde. Den renoverades på 1950-talet med bland annat ett nytt kärntorn i betong och öppnade för allmänheten år 1960. 

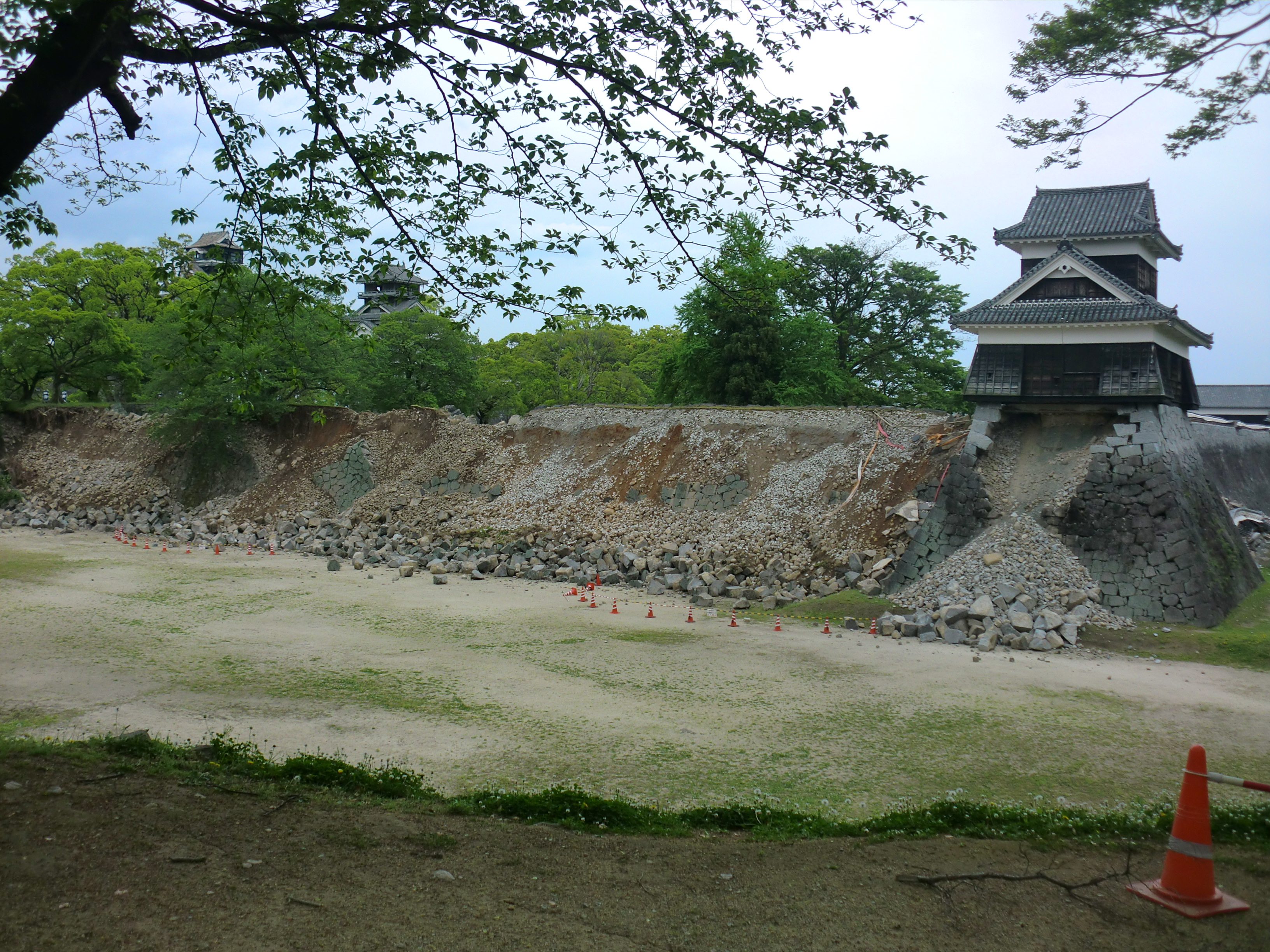
Skador efter jordbävningen 2016.

Borgen skadades allvarligt under jordbävningarna i Kumamoto 2016 men har reparerats.
Kumamoto slott är tillsammans med Matsumoto slott och Himeji slott ett av Japans "tre berömda slott".